# Podnóże kontynentalne

Formy ukształtowania dna oceanicznego

Podnóże kontynentalne, wyniesienie kontynentalne − obszar oddzielający stok kontynentalny od równiny abisalnej, o znacznie mniejszym nachyleniu niż stok - od 0,5 do 1°. Jest to pofalowana równina, pokryta osadami naniesionymi przez prądy zawiesinowe (turbidytami) w formie nakładających się stożków. Podnóże może być bardzo rozległe przy pasywnej krawędzi kontynentu.
W sensie geomorfologicznym należy ono do krawędzi kontynentu. Osady podnóża przykrywają granicę stoku kontynentalnego, utrudniając określenie przebiegu geologicznej granicy między cokołem kontynentalnym a właściwym oceanem. Konwencja Narodów Zjednoczonych o prawie morza nie precyzuje, czy to geomorfologiczna, czy geologiczna interpretacja określa granicę "naturalnego przedłużenia kontynentu" w aspekcie prawnym.